# Стратфор
Стратфор (енгл. Strategic Forecasting, Inc. скраћено и углавном се користи STRATFOR) је приватна обавештајна компанија основана у Остину 1996. године у Тексасу. Џорџ Фридман је њен оснивач, директор и главни обавештајац.
Стратфор објављује дневне обавештајне извештаје од свог оснивања 1996. Постала је позната својим извештајима током НАТО бомбардовања СРЈ када су извештаји почели да се појављују у значајним новинама и магазинама.
Данас се извештаји Стратфора цитирају од стране водећих медија попут ББЦ-а, Ројтерса, Асошијетед Преса и тд.
Стратфор је објавио у октобру 2009. године да се у Нишу отвара руска војна база.
Стратфор, у својим извештајима, даје проамеричке ставове. У свом извештају за 21. век Џорџ Фридман је нагласио то век Сједињених Америчких Држава, а да Кина, Индија и Русија не могу да угрозе позицију САД. Кина је у опасности да буде дезинтегрисана као и огромне привредне проблеме условљене тиме да њихов напредак зависи искључиво од потражње на западу. Русија је окружена државама са којима има сукобе и у великој је опасности ако дође до сукоба са њима да ће доћи до њене фрагментације. Турска и Пољска ће у наредном периоду да добију знатно снажнију геостратешку позицију и да постану регионални лидери.